# Jessica Lockwood
Jessica "Jess" Lockwood es un personaje ficticio de la serie de televisión australiana Home and Away, interpretada por la actriz Georgia Chara desde el 13 de agosto de 2013 hasta el 20 de marzo de 2014.

## Biografía
Jess aparece por primera vez en el 2013 cuando Heath Braxton la conoce en un bar en Melbourne, luego de que él y sus hermanos fueran para celebrar su despedida de soltero, cuando Jess le permite a Heath usar el teléfono de la barra para llamar a su novia Bianca Scott, Zac MacGuire contesta el teléfono y Heath erróneamente asume que Bianca lo está engañando, molesto Heath termina besando a Jess y la pareja termina acostándose.
Unos meses después en el 2014 Jess llega a Summer Bay y cuando encuentra a Heath le die que está emabarazada de él, al inicio Heath intenta que Jess se vaya y no le diga nada a su ahora esposa, pero finalmente Heath decide contarle lo sucedido a Bianca, quien queda destrozada. Cuando Bianca confronta a Jess sobre la verdadera razón por la que está en la bahía ella no le dice nada.
Mientras Heath va a la playa para surfear ve a Jess en problemas, cuando se acerca Jess le dice que está teniendo contracciones y con la ayuda del doctor Nate Cooper quien pasaba por ahí ayudan a Jess a dar a luz al bebé, al que llaman Harley Braxton.
Cuando Jess se demaya le revela a Nate que tenía cáncer y se encontraba en la etapa 4 y que sólo le quedaban unos meses de vida. Después del nacimiento Jess decide regresar a Melbourne con Harley cuando Heath escoge a Bianca, sin embargo cuando Heath se entera de la enfermedad de Jess decide ayudarla a cuidar de Harley. Finalmente Jess decide que lo mejor para Harley es que viva con Heath y Bianca en Summer Bay por lo que lo Harley se muda a la bahía con ellos.
Unas semanas más tarde mientras Heath cuida a Harley recibe una llamada de la mamá de Jess para decirle que ella había muerto.